# نموذج القدس لشتيفان إيلش

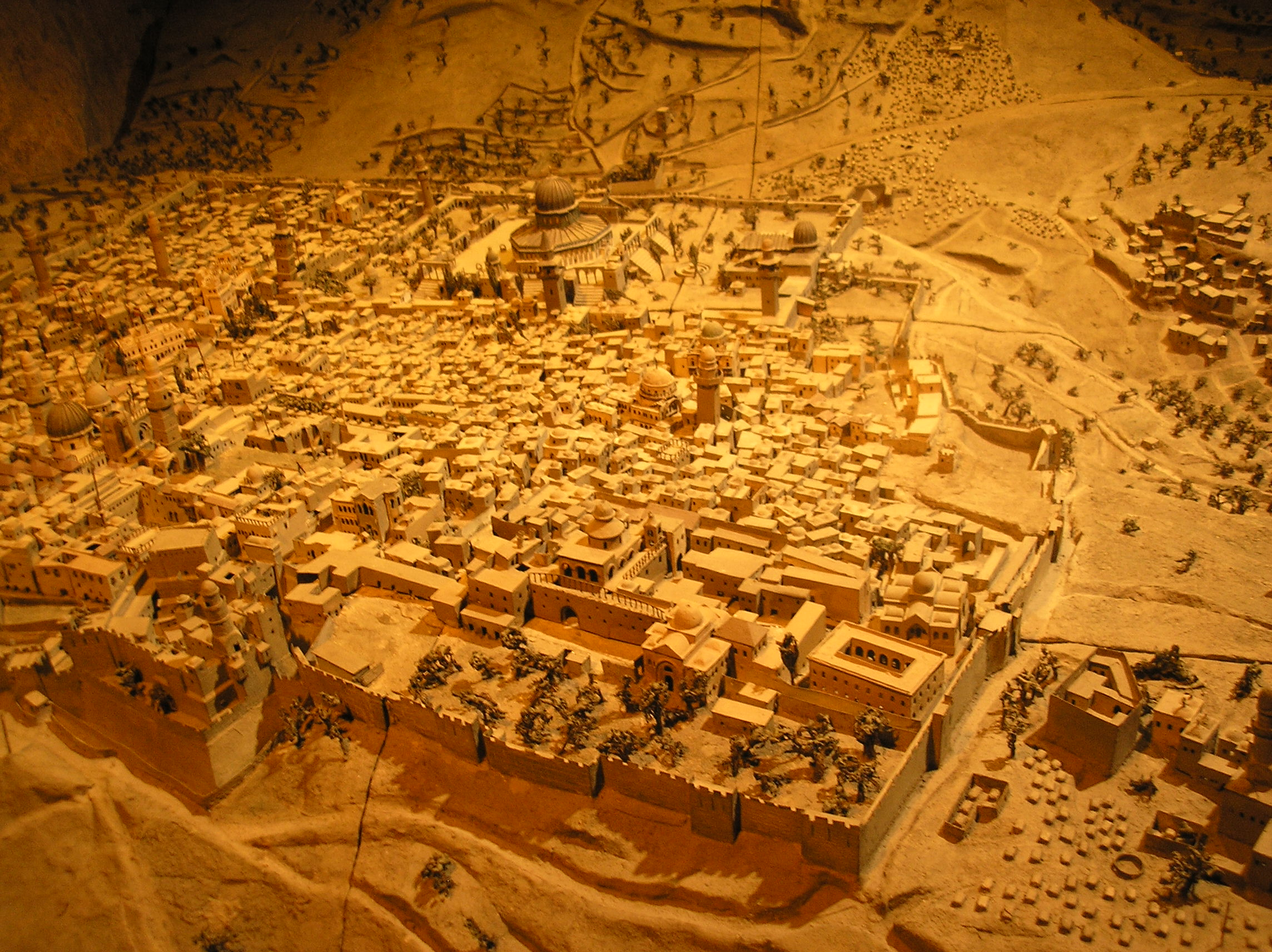
نموذج القدس لشتيفان إيلش

نموذج القدس لشتيفان إيلِش هو نقش بارز يُشكّل نموذجاً مصغرّاً لمدينة القدس أبعاده 4.5×5 متر. صُمّم هذا النموذج ليُعرض في الجناح العثماني ضمن فعاليات معرض فيينا العالمي سنة 1873. نحته رجلٌ مجري كاثوليكي يُدعى شتيفان إيلش (كان يسكن القدس وقتها ويعمل في تجليد الكتب) بين عاميّ 1864-1873 مُستخدماً الزنك المصهور ومُستنداً إلى ما ورد من تفاصيل في مسح قسم الذخائر للقدس، بالإضافة إلى أبحاث كونراد شيك بهذا الخصوص. يعكس هذا النموذج صورة القدس إبان العهد العثماني المُتأخر، ويُعدّ أول نقشٍ بارزٍ لمدينة القدس.
عرُض نموذج إيلش في أنحاءٍ مُختلفةٍ من أوروبا بعد ختام معرض فيينا العالمي، حتى اشتراه وجهاء جنيف يوم 26 أكتوبر سنة 1878 بقيمة 9,500 فرنك سويسري (ما يوازي 219,000 دولار أمريكي على الأقل في الوقت الحاضر)، وعرضوه في مبنى في مدينتهم يُدعى "كالفنيوم"، واستمرّ الحال على ذلك نحو 40 سنة. ولكنّ هذا المبنى أُجّر سنة 1920 ليُعقد فيه أوّل اجتماعٍ لعصبة الأمم، فنُقل النموذج من مكانه على إثر ذلك وأصبح في طيّ النسيان. وفي سنة 1984 صادف أحد طلاب الدراسات العليا من الجامعة العبرية (يُدعى موتي يائير) إشارةً للنموذج في أحد المراجع فسعى في البحث عنه حتى عثر عليه في علية مكتبة جنيف. تقررّ تقديم النموذج بعد ذلك للقدس على سبيل الإعارة الدائمة، وهو معروضٌ حاليّاً في متحف برج القلعة هناك.
تطالُ إدارة المتحف اتهاماتٌ بإهمال النموذج، وعرضه في مكانٍ لا يظهر بسهولةٍ للزوّار، بالإضافة إلى عدم تقديم شروحاتٍ أو تعليقاتٍ وافيةٍ عليه؛ وذلك لأنّ القدس تظهر فيه مدينةً عربيّةً بشكلٍ يُخالف السرديّة الإسرائيليّة بحسب المُنتقدين.